# Боньхад
Боньхад (угор. Bonyhád) — місто в центрі Угорщині, у медьє Толна. Населення — 14 093 осіб. Боньхад розташований на шосе Сексард-Печ приблизно за 15 кілометрів на північний захід від столиці медьє — Сексарду.

## Міста-побратими
- Вернау, Німеччина
- Тврдошовці, Словаччина
- Гохгайм-ам-Майн, Німеччина
- Ястрове, Польща
- Тройхтлінген, Німеччина
- Панчево, Сербія
- Борсек, Румунія